# Thymosiopsis
Thymosiopsis är ett släkte av svampdjur. Thymosiopsis ingår i familjen Chondrillidae.
Kladogram enligt Catalogue of Life:
| Thymosiopsis | \| \| Thymosiopsis conglomerans \| \| \| \| \| \| Thymosiopsis cuticulatus \| \| \| \| |
|              | \| \| Thymosiopsis conglomerans \| \| \| \| \| \| Thymosiopsis cuticulatus \| \| \| \| |
|              | Chondrilla                                                                             |
|              |                                                                                        |
|              | Chondrosia                                                                             |
|              |                                                                                        |
|              | Polymastia                                                                             |
|              |                                                                                        |
|              | Thymosia                                                                               |
|              |                                                                                        |
|              | Thymosiopsis conglomerans                                                              |
|              |                                                                                        |
|              | Thymosiopsis cuticulatus                                                               |
|              |                                                                                        |

|  | Thymosiopsis conglomerans |
|  |                           |
|  | Thymosiopsis cuticulatus  |
|  |                           |